# Faouzi Mahbouli
Faouzi Mahbouli, né le 13 juin 1970 à Tunis, est un homme d'affaires tunisien. Il est notamment connu pour sa dissidence contre le régime du président Zine el-Abidine Ben Ali.

## Homme d'affaires
Au printemps 2006, il conclut avec l'enseigne française Bricorama un accord en vue de lui attribuer, ainsi qu'à Mehdi Ben Ayed, une franchise en Tunisie. Cependant, il se voit contraint d'inclure Imed Trabelsi, neveu de la première dame Leïla Ben Ali, dans sa société. Ce dernier s'arroge la majorité des actions et exige en juillet 2007 que Mahbouli lui cède ses parts,. Victime d'intimidations, il est contraint à l'exil en janvier 2008, sans que le groupe français ne s'y oppose.
En septembre 2018, Faouzi Mahbouli est nommé directeur général de la chaîne de télévision Tunisna TV et entame la production de l'émission politique hebdomadaire Black List.

## Dissidence
Mahbouli dénonce alors les pratiques mafieuses du régime Ben Ali et de sa famille élargie, mais aussi la torture, et les assassinats politiques en publiant de nombreux commentaires sur ReadWriteWeb, l'un des blogs les plus influents au monde en matière de web 2.0, et sur deux blogs de l'opposition, ; il a aussi traduit en français les câbles de WikiLeaks les concernant.

Le magazine Tunivisions évoque « un redoutable opposant et activiste des droits de l'homme, pour avoir dénoncé les pratiques mafieuses de la famille de ZABA [Zine el-Abidine Ben Ali] et Co. ». En effet, Faouzi Mahbouli crée Real Tunisia News, un groupe sur Facebook hostile au pouvoir en place, diffusant articles et vidéos interdits en Tunisie. Il est évoqué lors de la tentative de censure du réseau social par le régime tunisien : 
« Sur Facebook, ce sont au maximum une dizaine de groupes qui ont osé aborder des sujets politiques [...] mais c'est Real Tunisia News qui est allé le plus loin dans la publication de tous les articles concernant les atteintes aux droits de l'homme, arrestations arbitraires, procès inéquitables... mais aussi ceux évoquant les nombreuses turpitudes de l'insatiable famille du général président à vie. Avec près de 700 membres, ce groupe qui a réussi à réunir tous les leaders de l'opposition tunisienne et de nombreuses personnalités, journalistes, etc. de différents pays, commençait sérieusement a gêner « le sommet du régime ». »
Dans Ben Ali, le ripou, Faouzi Mahbouli est présenté comme l'un des « rares hommes d'affaires qui refusent de jouer le jeu et s'attachent à la défense de leurs droits ».
Ayant obtenu l'asile politique en France, Mahbouli est victime le 22 octobre 2009 d'une tentative d'assassinat, trois jours avant l'élection présidentielle tunisienne, qui donne lieu à une enquête de la brigade criminelle. Quelques semaines auparavant, il avait dénoncé la réélection attendue de Ben Ali comme une « mascarade ». Il porte plainte en juillet 2010 en France, contre Trabelsi et Bricorama, une plainte classée sans suite en décembre de la même année. Après la révolution de 2011, il retourne en Tunisie et dépose à nouveau plainte contre Trabelsi et Bricorama, société accusée de « complicité d'extorsion de fonds ».
Le régime Ben Ali le fait condamner pour des délits financiers et demande son extradition le 20 décembre 2010, près d'une semaine après le déclenchement d'une révolte dans la région de Sidi Bouzid, demande est acceptée par le Quai d'Orsay le 22 décembre. Arrêté, et après avoir passé vingt heures en garde à vue,, il est maintenu sous contrôle judiciaire jusqu'à l'annulation par le gouvernement issu de la révolution tunisienne, en juin 2011, du mandat d'arrêt international lancé contre lui,.
Mathieu Magnaudeix et Lenaig Bredoux, journalistes à Mediapart, évoque l'affaire Mahbouli qui, selon eux, dépasse de loin le cadre de l'extorsion du projet Bricorama en Tunisie, après la tentative d'assassinat en France et l'accord d'extradition par Alliot-Marie, dont la proximité avec les clans du régime Ben Ali a été prouvée et se trouve à l'origine de sa démission.

## Activités politiques
De retour en Tunisie, Mahbouli décide de se présenter à l'élection de l'assemblée constituante du 23 octobre 2011 et crée une liste indépendante, Alternative citoyenne tunisienne. Cependant, aucune liste indépendante ne remporte de siège dans les deux circonscriptions de France où la liste présente des candidats.

## Plainte contre Michèle Alliot-Marie
Le 12 septembre 2011, Mahbouli charge son avocat Me Michaël Bismuth d'engager des poursuites pénales visant l'ancienne ministre française des Affaires étrangères, Michèle Alliot-Marie, pour  « trafic d'influence » et « mise en danger de la vie d'autrui ». Il la soupçonne d'avoir accordé son extradition sous la pression du régime Ben Ali.

## Vie privée
Il est le fils du magistrat, Abdelkrim Mahbouli, président à la Cour de cassation et vice-président de l'Union mondiale des professions libérales, et de Tahia Bach Hamba, issue d'une famille de militants pour l'indépendance liés au mouvement des Jeunes Tunisiens.